# Hermann Angstenberger
Hermann Angstenberger (* 30. Juni 1929 in Aalen; † 23. März 2019 in Wasseralfingen) war ein deutscher Kirchenmusiker und Komponist.

## Wirken
Nach seinem Studium der Kirchenmusik und seinem Lehramtsstudium in Ehingen (Donau), Schwäbisch Gmünd und Rottenburg am Neckar übernahm Hermann Angstenberger 1952 die Leitung des Männergesangvereins Röthardt bei Aalen, sowie ab 1956 die Leitung des Sängerbundes Oberkochen. Von 1959 bis 1989 leitete er 30 Jahre lang den Chor der Salvatorkirche in Aalen. Von 1991 bis zu seinem Ruhestand im Jahre 2000 war er schließlich als Dirigent des Kirchenchores der Pfarrkirche Mariä Unbefleckte Empfängnis im Aalener Stadtteil Ebnat tätig. Hermann Angstenberger war zudem als Chorbeauftragter des Dekanats Aalen (heute: Dekanat Ostalb) tätig und als solcher für die Ausbildung der Chorleiter zuständig.
Als Komponist schuf Hermann Angstenberger mehrere Messen für gemischten Chor und Orchester bzw. Orgel sowie Motetten und geistliche Lieder.

## Werke (Auswahl)
- Missa „Jubilate Deo“. SATB und Bläser, Bonn 2007, Musikverlag Dr. J. Butz (Butz-Verlag).
- Missa Cantate Domino. SABar und Orgel, Bonn 2009, Butz-Verlag.
- Missa pastoralis in F. SABar, Streicher und Orgel, Bonn 2011, Butz-Verlag.
- Jubilate Deo. SATB und Orgel oder Bläser, Bonn 2013, Butz-Verlag.
- Maria. Gottes Magd. SATB und Orgel ad lib., Bonn 2009, Butz-Verlag.
- Singet ein neues Lied. SATB und Orgel oder Bläser, Bonn, Butz-Verlag.
- Wie sehr doch Gott die Menschen liebt. SATB, Bläser ad lib. oder Orgel ad lib., Bonn 2008, Butz-Verlag.